# Emilio Martínez y Martínez
Emilio Martínez y Martínez (ur. 28 maja 1893 w Alcedo de las Pueblas w Burgos w Hiszpanii, zm. 1934) – kapłan jezuita, męczennik z okresu prześladowania religijnego, które poprzedziło wojnę domową w Hiszpanii.